# Joel Futterman
Joel Futterman (* 30. April 1946 in Chicago, Illinois) ist ein US-amerikanischer Musiker (Piano, Flöte, Sopransaxophon) und Komponist des Free Jazz und der Neuen Improvisationsmusik.

## Leben und Wirken
Joel Futterman begann seine Musikerkarriere bereits mit vierzehn Jahren, als er in den Jazzclubs seiner Heimatstadt mit Profimusikern jammte; bei einem lokalen Jazzfestival durfte er in der Band von Rahsaan Roland Kirk auftreten. In den 1960er Jahren lernte Futterman Musiker der Musikerkooperative Association for the Advancement of Creative Musicians (AACM) kennen. 1973 zog er sich nach Virginia Beach (Virginia) zurück, wo er in relativer Isolation an seiner Musik weiter arbeitete. Auf dem eigenen Label JDF veröffentlichte er drei Alben und trat im Trio mit dem Saxophonisten Jimmy Lyons auf; der Tod Lyons’ 1986 beendete jedoch diese Zusammenarbeit und Futterman gab daraufhin eine Weile keine weiteren Konzerte.
Erst in den 1990er Jahren trat er wieder auf und spielte vermehrt Alben ein, so arbeitete er 1990 mit dem Trompeter Raphe Malik (Berlin Images auf Silkheart Records und To the Edge auf Konnex Records (1992)). Danach entstand Naked Colours, an dem der Multiinstrumentalist Hal Russell mitwirkte. 1995 veröffentlichte Futterman sein erstes Piano-Soloalbum Silhouettes. Danach gründete er eine Formation mit dem Saxophonisten Kidd Jordan; ihre erste Veröffentlichung war das Livealbum Nickelsdorf Konfrontation, das bei einem Auftritt auf den Nickelsdorfer Konfrontationen entstanden war. Des Weiteren arbeitete er im Duo mit dem Gitarristen Jimmy Williams und dem Bassisten William Parker. 2000 trat er mit dem Schlagzeuger Paul Murphy in einem gemeinsamen Quartett auf. Außerdem spielte er mit Karen Borca, Richard Davis, Kash Killion und Barry Guy.

## Würdigung
Der Kritiker Steve Huey verglich im Allmusic Joel Futtermans freie Improvisationen mit der perkussiven Dichte des Spiels von Cecil Taylor.

## Diskographische Hinweise
- Revelation (Kali, 1995)
- Southern Extreme (Drimala, 1997)
- Relativity (Kali, 1998)
- The Present Gift (IML, 2001)
- Live at the Noe Valley Ministry, San Francisco (Orchard, 2003)
- Pathways (2023) solo
- Why (2024),  mit William Parker